# کلود آریباس
کلود آریباس (انگلیسی: Claude Arribas؛ زادهٔ ۱۳ اوت ۱۹۵۱) بازیکن فوتبال اهل فرانسه است.
از باشگاه‌هایی که در آن بازی کرده‌است می‌توان به باشگاه فوتبال نانت، باشگاه فوتبال آنژه، باشگاه فوتبال کن، باشگاه فوتبال پاری سن ژرمن، باشگاه فوتبال رن، و باشگاه فوتبال بوردو اشاره کرد.
وی همچنین در تیم ملی فوتبال زیر ۲۱ سال فرانسه بازی کرده‌است.